# 雅瓜鲁纳
雅瓜鲁纳是巴西圣卡塔琳娜州的一个市镇。总面积329平方公里，总人口15668人，人口密度47.6人/平方公里。